# Castello di Rontana
Das Castello di Rontana ist die Ruine einer Höhenburg unterhalb des Gipfels des Monte di Rontana auf dem Gebiet der Gemeinde Brisighella in der italienischen Region Emilia-Romagna.

## Geschichte

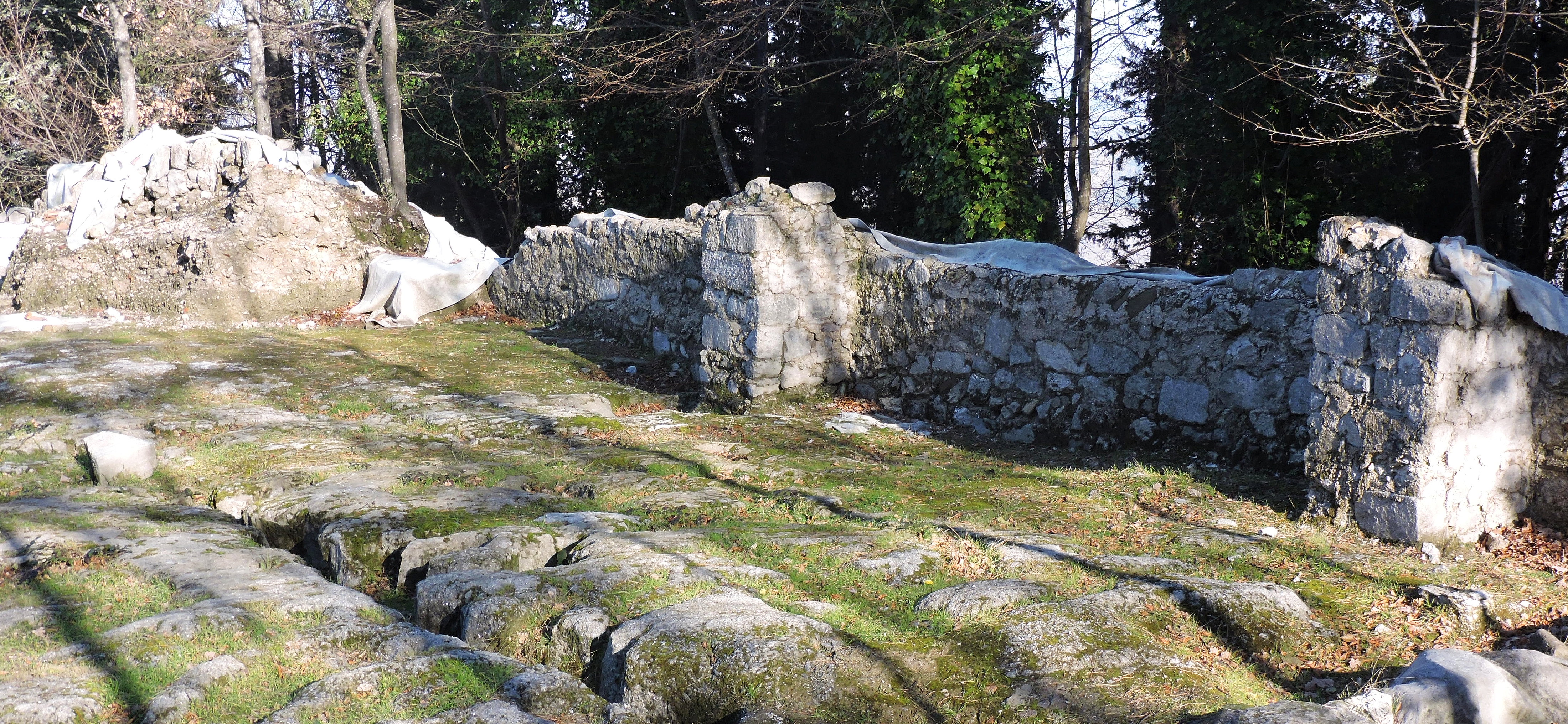
Ruine am Fuß des Mittelteils der Burg

Die erste urkundliche Erwähnung des Castelle di Rontana geschah bereits vor dem Jahr 1000: Bereits 973 ist vermerkt, dass Ugone di Rontana Besitzer der Burg war. Im Jahre 1201 wurde die Burg von den Truppen der Stadt Forlì erobert, fiel aber acht Jahre später wieder in die Hände von Faenza. 1291 gehörte sie den Manfredis. Die Anlage wurde mehrmals unter verschiedenen Eigentümern umgebaut und erweitert, insbesondere von Maghinardo Pagani aus Susinana, der die vorher zerstörte Burg 1292 wieder aufbauen ließ und sich auch um den Wiederaufbau der Pfarrei kümmerte.
Im Laufe der folgenden Jahrhunderte wechselte die Burg mehrmals den Besitzer: 1310 wurde sie von den Fantolinis an die Manfredis verkauft und ab 1361 war sie abwechselnd unter der Kontrolle der Manfredis und des Heiligen Stuhls. 1405 veranlasste Astorre I. Manfredi eine Restaurierung. Acht Jahre später war die Burg wieder in Besitz des Papstes, der sie den Manfredis von Marradi überließ. Dann fiel sie erneut an Faenza zurück und verblieb bis 1500 in deren Besitz. Dann wurde sie von Dionigi Naldi für Cesare Borgia erobert. 1506 gehörte sie der Republik Venedig, dann fiel sie wieder an den Heiligen Stuhl. 1591 wurde das Castello di Rontana von den Milizen des Kirchenstaates zerstört, die Papst Gregor XIV. gesandt hatte, um eine Gruppe von Banditen, die auf der Burg saßen, zu vertreiben. Die Ruine wurde danach nie wieder aufgebaut.

## Beschreibung
Von dem gesamten Gebäudekomplex kann man heute noch die Reste des großen Westturms, die Umfassungsmauer und den Burghof sehen, der über einer großen Zisterne angelegt wurde, die früher angelegt wurde, um Regenwasser zu sammeln, da die Verfügbarkeit von Wasser eines der bedeutendsten Probleme für diejenigen war, die auf einer Gipsader lebten. Die archäologischen Grabungen, die in den letzten Jahren von der Universität Bologna durchgeführt wurden, und zwar in Zusammenarbeit mit dem Parco Regionale della Vena del Gesso Romagnola (dt.: Regionalpark der Gipsader der Romagna), haben die Entdeckung einer bedeutenden, befestigten Siedlung auf dem Plateau rund um die Burg ermöglicht, die Wohnhäuser, eine Pfarrkirche, einen Friedhof und ein Handwerkerviertel enthielt. Zahlreiche wertvolle Fundstücke wurden ausgegraben, darunter etliche Majoliken aus Faenza aus dem 13.–16. Jahrhundert, die man auf dem Boden der Zisterne fand.